# Ahmad al-Mansur
Ahmad I al-Mansur (arabiska: أحمد المنصور السعدي), född 1549 i Fès, död 25 augusti 1603 i utkanterna av Fès, var sultan av Saadidynastin från 1578 till sin död 1603. Han är den sjätte och mest kända av alla Saadisultanerna, och var Mohammed ash-Sheikhs tredje son som blev sultan av Marocko. Ahmad al-Mansur var en viktig person i både Europa och Afrika under 1500-talet.

## Biografi
När al-Mansur med sin broder Abd al-Malik mördade sin fader 1557 tvingades de båda fly undan deras äldre broder Abdallah al-Ghalib (1557–1574), lämna Marocko och stanna utanför landet till 1576. De tillbringade 17 år bland osmanerna i Konstantinopel. Ahmad efterträdde sin broder Abd al-Malik som sultan när han avled i en strid mot portugiser, mitt under en period av ekonomiskt välstånd. Pengarna började dock ta slut på grund av militära åtaganden, spioneri och byggnadsprojekt, en kunglig livsstil och propagandakampanjer.
År 1591 skickade Ahmad al-Mansur en här under ledning av enuckgeneralen Judar Pasha rakt söderut genom Sahara öknen för att föra krig mot  Songhairiket. Det första och mest viktiga slaget under kriget utkämpades 1591 vid Tondibi. Även om Pasha hade en mindre armé än motståndarna hade Pashas trupper eldvapen och brukade dom effektivt i striden. Songhaitrupperna blev utplånade och Pashas styrkor ockuperade snart huvudstaden Gao. Songhairiket återhämtade sig aldrig från nederlaget och plundringarna och upplöstes.
Ahmad al-Mansur hade vänskapsrelationer med England, och sände år 1600 sin sekreterare Abd el-Ouahed ben Messaoud som ambassadör för Barbareskstaterna till Elizabeth I av England:s hov för att förhandla fram en allians mot Spanien. Han dog av pesten 1603 och efterträddes av Zidan Abu Maali, med bas i Marrakech, och av Abou Fares Abdallah, med bas i Fès, och hade bara lokal makt. Han begravdes i Marrakech. Genom mästerlig diplomati motstod al-Mansur kraven från den osmanska sultanen, för att bevara marockansk självständighet. Hans åtaganden var dock dyra, och för att lösa detta försökte han erövra, och även om det lyckades i början, blev det allt svårare för marockanerna att bibehålla kontroll över kolonierna, och successivt minskade deras makt och prestige.

### Fototer
1. ↑  Emmanuel K. Akyeampong & Henry Louis Gates (red.), Dictionary of African Biography, Oxford University Press, 2012, läs online.[källa från Wikidata]
2. ↑  Rake, Alan (1994). 100 great Africans. Metuchen, N.J.: Scarecrow Press. sid. 48. ISBN 0-8108-2929-0
3. ↑  Barroll, J. Leeds. Shakespeare studies. Columbia, S.C. [etc.] University of South Carolina Press [etc.]. sid. 121. ISBN 0-8386-3999-2
4. ↑  García-Arenal, Mercedes. Ahmad al-Mansur (Makers of the Muslim World). Oneworld Publications. sid. 137. ISBN 978-1-85168-610-0
5. ↑  The last great Muslim empires: history of the Muslim world av Frank Ronald Charles Bagley, Hans Joachim Kissling s.103ff
6. 1 2  Smith 2006.
7. ↑  Harrison, Dick (2022). Imperiernas fall: från Akkad till USA. Ordfront. sid. 192. ISBN 978-91-7775-158-8. Läst 29 maj 2025